# Бої тварин

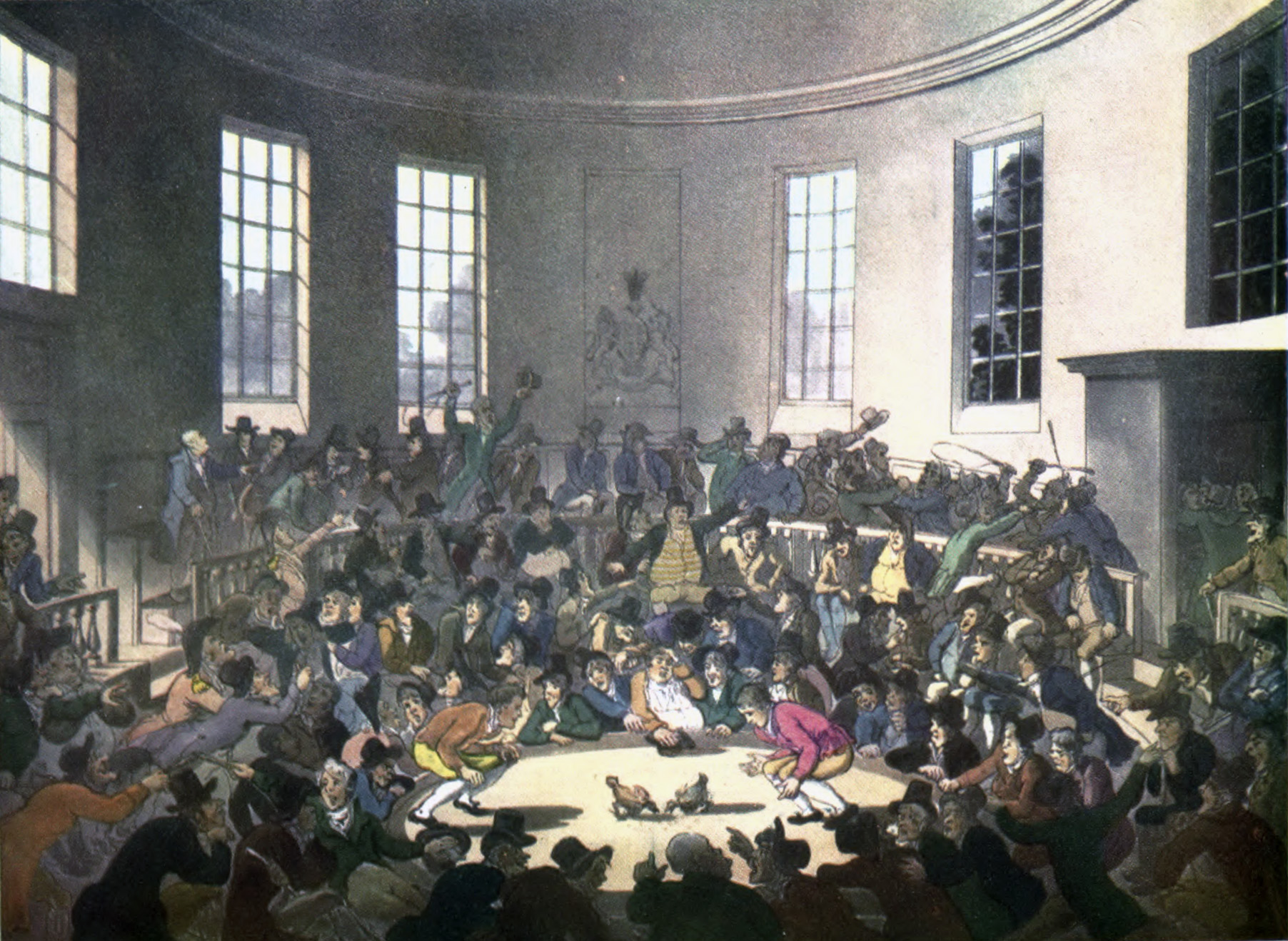
Півнячий бій в Лондоні, 1808

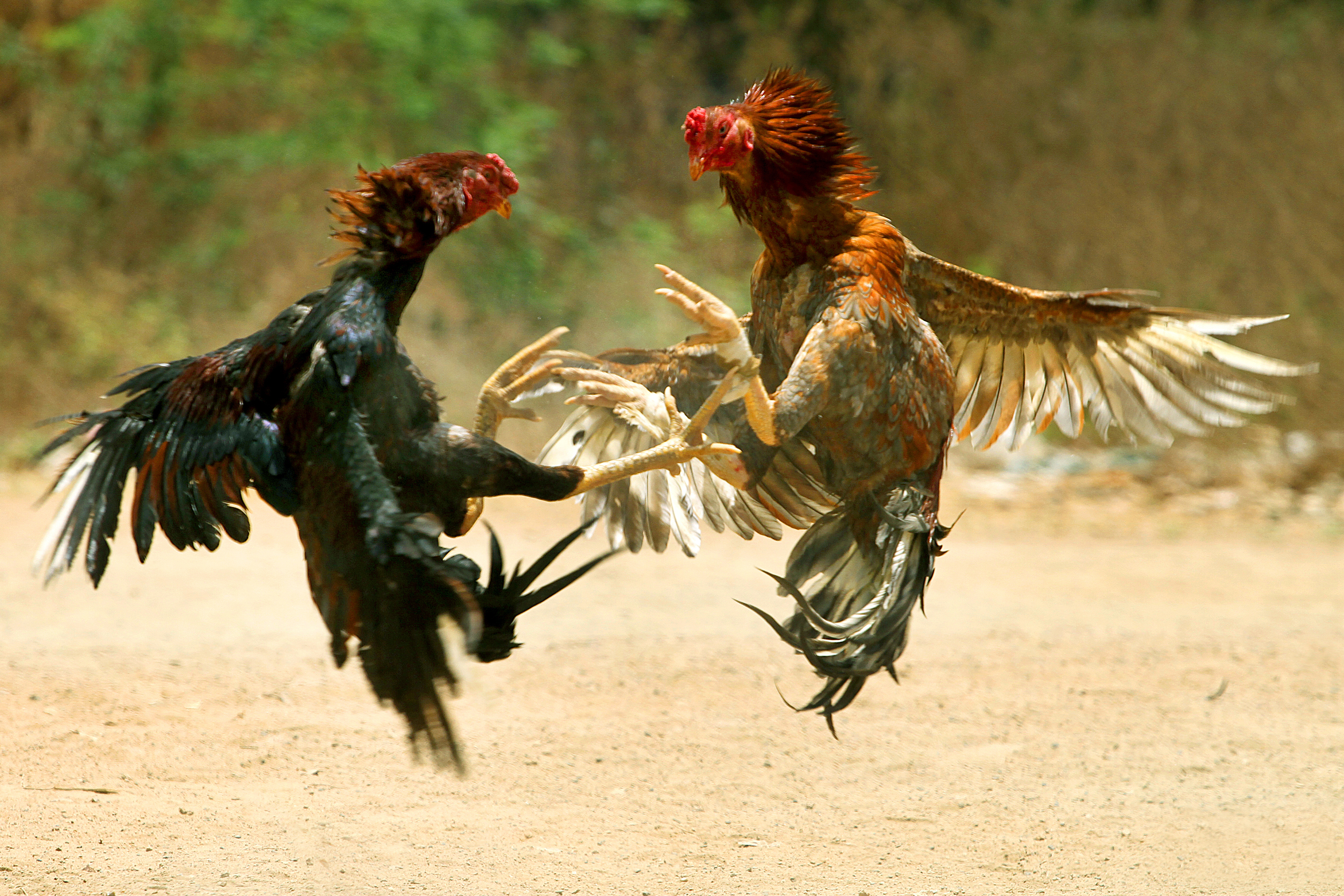
Бій півнів в Таміль-Наду, Індія

Бої тварин — форма жорстоких азартних ігор з використанням тварин (собачі, півнячі, перепелині бої тощо), під час яких тварини отримують каліцтва або гинуть. Бої тварин є одним з видів  жорстокого поводження з тваринами і грубо порушують права тварин на життя і свободу.

## Існуюча практика боїв тварин
З давніх часів існує аморальна і жорстока практика нацьковувати тварин одних на інших (одного виду один на одного або представника одного виду на представника іншого виду) з метою розваги людей або проведення азартних ігор. Відомі гусячі, перепелині, собачі, баранячі бої, бої жуків, акваріумних рибок, скорпіонів, бої биків з кондорами. Одні з найдавніших і найпопулярніших на сьогоднішній день — півнячі бої. В  Індії,  Китаї,  Персії вони проводилися ще в стародавні часи, а в  Європу проникли через  Грецію з солдатами Фемістокла. У Європі вважалися розвагою знаті аж до ХІХ ст..
Як правило півень на півнячих боях б'ється раз у житті, тому що навіть якщо він здобуде перемогу, зазвичай гине через тиждень від ран.
Поступово, завдяки розвитку гуманного ставлення до тварин і протестам товариств захисту тварин, півнячі бої, як і бої інших видів тварин, стали заборонятися. У 1849 р. півнячі бої заборонила Велика Британія, 30 липня 1860 р. Олександр ІІ заборонив у  Росії півнячі бої (що було зроблено раніше скасування в Росії  кріпосного права), в 1959 р. півнячі бої на  Кубі заборонив Фідель Кастро. В  Україні бої тварин офіційно заборонені з 2006 р..
Разом з тим у ряді країн  Азії і  Латинської Америки (Казахстан, Куба, Еквадор), а також у Росії, бої тварин проводяться нерідко майже легально.
Незважаючи на те, що українське законодавство забороняє бої тварин, підпільні півнячі і собачі бої іноді проводяться в різних частинах України, і насамперед у Криму.

## Правові аспекти
В Україні бої тварин заборонені ст. 25 Закону України «Про захист тварин від жорстокого поводження». Стаття 299 Кримінального кодексу України забороняє нацьковувати тварин одна на одну з хуліганських і корисливих міркувань.